# Группетто
Группе́тто (итал. gruppetto) — мелодическое украшение, состоящее из нескольких звуков: верхнего вспомогательного, основного, нижнего вспомогательного и основного. Исполняется за счёт длительности основной ноты.
Если группетто находится между нотами, то исполняется за счёт длительности предыдущей ноты.
В современной нотной записи приём используется редко.